# Cascabela gaumeri
Espèce
Statut de conservation UICN

 LC  : Préoccupation mineure
Cascabela gaumeri est une espèce de plantes dicotylédones de la famille des Apocynaceae, sous-famille des Rauvolfioideae, originaire  du Mexique et d'Amérique centrale.
C'est un arbuste ou un petit arbre tropical à feuilles persistantes, à fleurs jaune verdâtre, pouvant atteindre de 2 à 13 mètres de haut.

## Taxinomie

### Synonymes
Selon The Plant List (6 novembre 2020) :
- Thevetia gaumeri Hemsl.
- Thevetia spathulata Millsp.